# Palomar 12
Palomar 12 è un ammasso globulare visibile nella costellazione del Capricorno.
Fa parte dell'alone galattico; è stato scoperto dagli scienziati del programma di ricerca dell'osservatorio di monte Palomar; si mostra relativamente giovane, essendo del 30% più giovane dell'età media degli ammassi globulari della Via Lattea. Le sue stelle sono ricche in metalli, con una metallicità di [Fe/H] ~= -0.8; lo studio del suo moto proprio fa pensare che sia stato strappato dalla nostra Galassia alla Galassia Nana Ellittica del Sagittario circa 1,7 miliardi di anni fa.